# Palacio Maruscelli Lepri
El Palacio Maruscelli-Lepri o Palacio Lepri es un edificio de estilo barroco situado en Roma en Via Condotti en el cruce con Via Mario de' Fiori, en el distrito de Campo Marzio.

## Historia y arquitectura

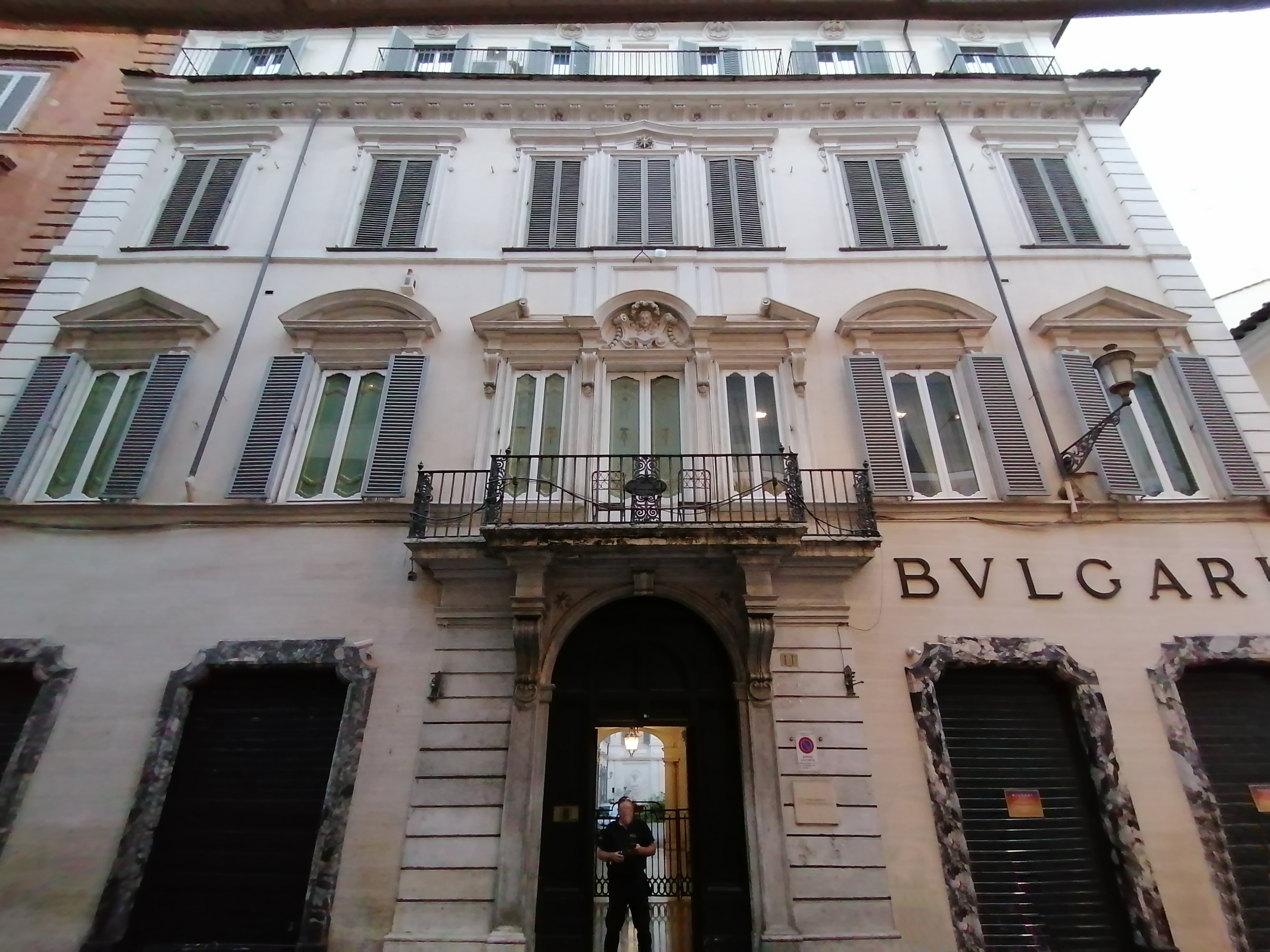
La fachada de Via Condotti.

De atribución incierta, este palacio de líneas elegantes y decoraciones refinadas fue construido alrededor de 1660, y como muchos otros palacios del siglo XVIII fue transformado para albergar a la familia de los propietarios en el piso principal y apartamentos de alquiler en los otros pisos. De los Maruscelli el edificio pasó a los Lepris, una familia milanesa de ricos comerciantes que lo hicieron reformar y ampliar completamente por el arquitecto Sebastiano Cipriani, entre 1703 y 1706. El edificio pasó posteriormente a ser propiedad de la marquesa Maria Cristina Bezzi-Scala, segunda esposa del físico e inventor de la radio Guglielmo Marconi, que vivió allí hasta 1937 como recuerda una placa en la fachada.

En los años 1847-1848 albergó durante un cierto período el club de comerciantes, instituido el 27 de abril de 1847, que luego trasladó su sede al palacio Theodoli en Corso y que, durante un tiempo, fue presidido por el abogado José Galletti.
El 23 de mayo de 1874 se celebró aquí la IX Asamblea Constituyente del Gran Oriente de Italia.